# Courban
Courban település Franciaországban, Côte-d’Or megyében. Lakosainak száma 140 fő (2022. január 1.). Courban Montigny-sur-Aube, Veuxhaulles-sur-Aube, Villotte-sur-Ource, Bissey-la-Côte, Louesme és Maisey-le-Duc községekkel határos.

## Népesség
A település népességének változása:
| Lakosok száma | 213  | 195  | 147  | 163  | 167  | 175  | 168  | 158  | 145  | 140  |
|               | 1968 | 1982 | 1999 | 2006 | 2011 | 2015 | 2017 | 2018 | 2020 | 2022 |